# Venus Life Finder
Venus Life Finder és un projecte de l'empresa Rocket Lab per enviar una sonda espacial al planeta Venus, dissenyat per detectar signes de vida a l'atmosfera venusiana. Vol ser la primera missió privada a un altre planeta i compta amb la col·laboració d'un equip del Massachusetts Institute of Technology (MIT).
La nau espacial constarà d'una etapa de creuer Photon Explorer  que enviarà una petita sonda atmosfèrica a Venus amb un sol instrument, un nefelòmetre autofluorescent, per buscar compostos orgànics dins de l'atmosfera de Venus.
Constituirà la primera missió del programa d'exploració Morning Star, un programa de petites missions a Venus que té com a objectiu comprendre millor aquell planeta.
El llançament estava inicialment previst per al maig de 2023, però no es llançarà abans de l'estiu del 2026.

## Objectius de la missió
Una investigació publicada el 2020 va indicar la presència de fosfina (PH 3) a l'atmosfera de Venus, donant lloc a un interès públic i acadèmic generalitzat per la possibilitat de vida a l'atmosfera venusiana.  Tot i que la sonda no cercarà directament fosfina, sí que intentarà trobar compostos orgànics a l'atmosfera de Venus, cosa que indicaria condicions potencialment habitables dins de la seva capa de núvols. A més, la missió vol demostrar la capacitat que té una petita nau espacial amb un petit vehicle de llançament per executar una missió espacial econòmica però amb capacitat de fer recerca planetària. Peter Beck, director general de Rocket Lab, va comentar que la Venus Life Finder representa una "oportunitat real al mercat per a aquestes petites missions incrementals entre [missions de la NASA]".

## Disseny i instrumentació de naus espacials
La nau espacial consta de dos components principals: una etapa de creuer Photon Explorer i una petita sonda atmosfèrica amb un nefelòmetre autofluorescent.
L'etapa de creuer és una nau espacial autònoma amb panells solars per generar energia, un sistema de control d'altitud i un motor HyperCurie per a la propulsió. Romandrà connectada a la sonda atmosfèrica fins 30 minuts abans de l'entrada a l'atmosfera.

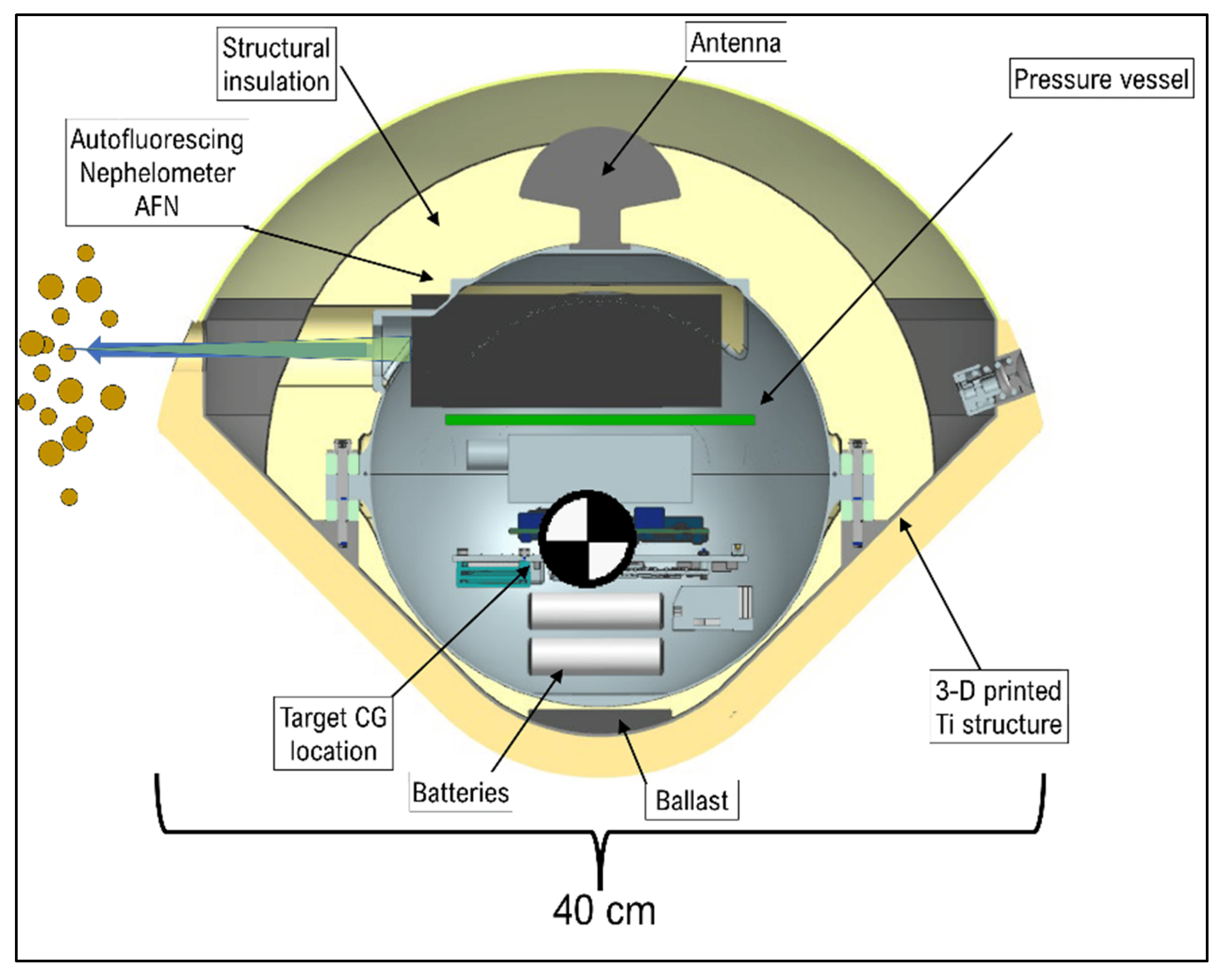
Diagrama seccionat de la sonda atmosfèrica de Venus

Per la seva banda, la sonda atmosfèrica consisteix en un artefacte en forma de con que mesura només 40 cm i pesa 17 kg. Fa les mides justes per acomodar l'electrònica i la distància focal del nefelòmetre d'autofluorescència, que és l'únic instrument científic que contindrà la sonda atmosfèrica. El nefelòmetre, l'ordinador de vol i la ràdio s'allotgen en un recipient a pressió esfèric de titani tancat dins d'una capa d'aïllament per protegir l'electrònica i l'instrument de l'atmosfera corrosiva de Venus i mantenir temperatures acceptables.

El nefelòmetre d'auto-fluorescència projectarà un làser de díode de 440 nm a l'atmosfera venusiana a través d'una finestra de silicat fos. Durant el descens de la sonda, les partícules del núvol que travessen el làser dispersaran la llum i, si són orgàniques, aquestes partícules també poden emetre fluorescència. En qualsevol cas, la llum dispersa i fluorescent es recollirà a través de la mateixa finestra de silicat fos mitjançant una lent, a partir de la qual es podrà comprovar l'existència o no de substàncies orgàniques, així com la mida, la forma, la composició i la concentració de les partícules, en cas que existeixin.